# Ципсер, Христиан Андреас
Христиан Андреас Ципсер (венг. Keresztély András Zipser, нем. Christian Andreas Zipser; 1783—1864) — венгерский геолог и минералог, член-корреспондент российской Императорской академии наук (1818).
Его минералогические коллекции в первой половине XIX века получили в дар многие университеты и естественнонаучные общества Российской империи.

## Биография
Родился 25 ноября 1783 года в городе Рааб (ныне Дьёр, Венгрия), где его отец проходил воинскую службу.
Окончив в 1802 году университет в Прессбурге (ныне Университет имени Я. А. Коменского, Братислава, Словакия), получил степень доктора философии и в 1803 году начал преподавать в протестантской школе города Брюнна (ныне Брно, Чехия). В 1806 году он увлекся коллекционированием минералов и окаменелостей, собирал гербарий. Много путешествовал по Польше и Германии, объездил Центральную Европу, бывал в Карпатах. Собранные минералогические коллекции Христиан Ципсер отдавал в дар венгерским школам. Он стал одним из членов созданного в 1797 году при университете Йены (ныне Йенский университет имени Фридриха Шиллера) Минералогического общества, также поддерживал связь с Минералогическим обществом Йены.
С 1810 года Ципсер преподавал в высшей евангелистской женской школе города Нейсол (ныне Банска-Бистрица, Словакия). Позже возглавил в этом же городе Горную школу. В 1817 году он издал первый справочник по топографической минералогии Венгрии «Versuch eines topographish-mineralogischen Handbuches von Ungarn». В 1822 году написал хрестоматию для женских школ «Lesebuch zum Gebrauche in To¨chterschulen», в 1827 году — путеводитель для желающих посетить источники в окрестностях Банска Быстрицы и Кремницы «Der Badegast in Sliatch in Neder-Ungarn, Banska´ Bystrica-Kremnica».
Топографический справочник по минералогии Христиана Ципсера стал известен и в России, и в 1818 году его автор был избран членом Императорского минералогического общества в Санкт-Петербурге. В этом же году стал действительным членом Императорского Московского общества испытателей природы. А на заседании 26 августа 1818 года Ципсер был избран членом-корреспондентом Императорской Санкт-Петербургской академии наук. В 1821 году учёный решил подарить венгерские минералы каждому российскому университету и научному обществу. В частности, Императорское Московское общество испытателей
природы при Императорском Московском университете получило в подарок от него коллекцию из 200 минералов. В Минеральный кабинет Императорского минералогического общества в Санкт-Петербурге было передано 300 образцов минералов и горных пород. Минеральный кабинет Санкт-Петербургского университета в 1821 году получил от Ципсера 500 образцов венгерских минералов; в 1830 году он был избран почетным доктором Университета. В 1841 году Христиан Ципсер был удостоен диплома почетного члена Императорской медико-хирургической академии Санкт-Петербурга, а в 1843 году он был избран членом-корреспондентом Одесского общества любителей истории и древностей.
Происшедший в 1846 году пожар в Нейсоле уничтожил много строений, в числе которых сгорели два дома Ципсера. В огне погибли 12 000 образцов его коллекции, которую ученый собирал на протяжении 40 лет, а также рукописные материалы по геологии и минералогии Венгрии. В 1847 году Ципсер заболел. В 1862 году в Австрии за научные заслуги Христиан Андреас Ципсер был награждён императорским Золотым крестом с короной. Также он был удостоен наград немецкого государства, став Альтенбургским советником Саксонского герцогства, кавалером орденов Саксонии, Пруссии, Шверина, Гессена, Вюртемберга, Бадена и других земель. В 1848 году был избран членом-корреспондентом Баварской академии наук.
Умер 20 февраля 1864 года в городе Нейсол (ныне Банска-Бистрица, Словакия).
Имя учёного не забыто в Венгрии и Словакии. К 200-летию со дня его рождения и 110-летию со дня смерти были опубликованы материалы о вкладе Ципсера в развитие минералогии.